# ولترز كلوير
ولترز كلوير (يورونكست: WKL) شركة خدمات معلومات عالمية المعروفة بـ Ovid . يقع مقرها الرئيسي في مدينة ألفن آن دن راين الهولندية. تأسست ولتترز كلوير في شكلها الحالي عام 1987 بعد اندماج كلوير للنشر مع ولترز سامسم. تقدم الشركة خدماتها في المجالات القانونية والتجارية والضريبية والمحاسبة والمالية والتدقيق والمخاطر والرعاية الصحية. وتعمل في أكثر من 150 دولة.